# Хасан аль-Кальбі
Аль-Хасан ібн Алі ібн аль-Хусейн аль-Кальбі (араб. ﺍﻟﺤﺴﻦ ﺍﺑﻦ ﻋﻠﻲ ﺍﺑﻦ ﺍﺑﻲ ﺍﻟﺤﺴﻴﻦ الكلبي‎,; нар. 911–964) — 1-й емір Сицилійського емірату в 948—964 роках. У візантійців відомий як Абульхар або Бульхасенес.

## Життєпис
Походив зі знатного роду, що належав до єменського племені кальбітів. Син Алі, військовика Фатімідів, що 938 року загинув на Сицилії. Народився 911 року в Іфрікії.
Розпочав службу при дворі Фатімідів, згодом ставши разом з братом Джа'фаром наближеними слугами хаджиба Джозара аль-Устаза. У 944 році очолив один з загонів в Костянтині, що був спрямований проти повсталого лідера хариджидів Абу Язида з племені Бану-Іфран. В свою чергу Хасан зібрав загін з берберів племені кутам, з якими зумів завдати супротивникові низки поразок, визволивши міста Беджу і Туніс. За це халіф Аль-Мансур Біллах призначив хасан валі (намісником) цих міст.
У 947 році спрямований на Сицилію, де місцеве сунітське населення повстало проти влади Фатімідів, перемігши валі Мухаммеда ібн Ашафа. Доволі швидко захопив Палермо, де наказав стратити ворохобників. Згодом придушив повстання з надмірною жорстокістю. В результаті візантійці, що перед тим відмовилися сплачувати данину за свої володіння на острові та південній Італії погодилися сплатити заборгованість за 3 роки. За цю звитягу Хасан отримав титул еміра і намісника Сицилії. З цього часу ведеться існування Сицилійського емірату.
Втім спочатку Хасан був повністю залежним від халіфа. У 951 році отримав від нього підкріплення в 7 тис. кінноти та 3,5 тис. піхоти. В Калабрії захопив міста Геракс і Косса. В результаті супротивник відступив до Барі і Тарента. Разом з тим Хасан мусив на час зими стати біля Мессіни, залишивши Італію. У 952 році спільно з флотом рушив до Калабрії, де завдав поразки візантійцям у битві біля Геракса. Відтак зайняв місто Петракукку. Невдовзі було укладено перемир'я, яке підтвердило угоду 932 року (за нею Візантія платила данину) та надавала права мусульманам на вільне віросповідування в візантійській Італії.
953 року знову затверджений як емір Сицилії новим халіфом Аль-Муїззом. У 955 році відбувся конфлікт з судном Кордовського халіфату, що перевозив дипломатичну пошту до Візантії. За наказом халіфа хасан рушив наздогін за судном, яке захопив в порту Альмерії, пограбувавши сам порт. У відповідь кордовський флот пограбував порти Сус і Табарка в Іфрикії. Натомість фатімідський флот на чолі з Хасаном та його братом Аммаром рушив проти візантійців, яким у Мессінській протоці було завдано низку поразок. Згодом спільно з флотоводцем аль-Сікіллі брати аль-Кальбі сплюндрували Калабрію. Зрештою Хасан від імені халіфа поновив перемир'я з візантійцями.
У 957 році візантійці зруйнували мечеть в Регіумі в Калабрії та сплюндрували околиці Палермо. Хасан рушив з флотом до Калабрії, але біля Мазари він потрапив у шторм, втративши багато суден. Бойові дії тривали в Калабрії, але 958 році в новій бурі загинув брат Хасана — Аммар з новим флотом. Тому халіф того року уклав нове перемир'я з Візантією на 5 років.
У 961 році, скориставшись захопленням Візантією Критського емірату як приводом до початку нової війни, Хасан вирішив знищити рештки візантійських володінь на Сицилії. 962 року після 9-місячної облоги було захоплено Тавроменій. У 964 року почалася облога Рометти. Втім візантійці на чолі з Мануїлом Фокою також висадилися на Сицилії. В розпал цих подій Хасан аль-Кальбі помер біля Рометти. Йому спадкував син Ахмад.